# Antoine Béchamp

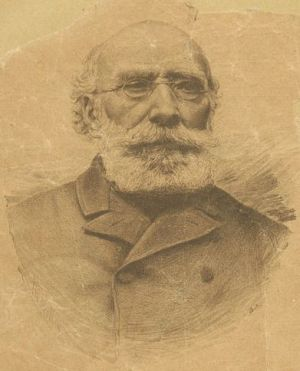
Antoine Béchamp

Pierre Jacques Antoine Béchamp (Bassing (Moezel), 15 oktober 1816 - Parijs, 15 april 1908) was een Franse arts, chemicus en apotheker en auteur van de "terreintheorie", een alternatieve geneeswijze die ziektes toewijst aan "microzymen". De terreintheorie wordt vandaag als onjuist gezien. De belangrijkste huidige voorstanders van de theorieën van Béchamp zijn aanhangers van alternatieve geneeswijzen.

## Biografie
Antoine Béchamp werd geboren in Lotharingen; zijn vader was een molenaarsvader. 
Hij volgende een opleiding tot apotheker aan de École Supérieure de Pharmacy in Straatsburg, waar hij daarna in 1843 een apotheek opende. Hij studeerde in 1851 af aan de School van Straatsburg en doceerde daar scheikunde, natuurkunde en toxicologie tot hij in 1856 werd benoemd tot hoogleraar medische chemie en farmacie aan de faculteit Geneeskunde van de Universiteit van Montpellier. Hij gaf daar twintig jaar les terwijl hij onderzoek deed naar pebrine (een ziekte van de zijderups), wijnfermentatie en de transformatie van suikers door schimmels. 
In 1876 werd Antoine Béchamp de eerste decaan van de faculté libre de médecine in Rijsel. Na een geschil tussen hem en Louis Pasteur verliet hij zijn post in 1888 en begon opnieuw een apotheek, dit keer in Le Havre. Na de dood van zijn zoon keerde hij terug naar Parijs.

## Terreintheorie van Béchamp
Na experimenteel werk en observaties, poneerde hij dat elke dierlijke of plantaardige cel bestaat uit kleine deeltjes die onder bepaalde omstandigheden in staat zijn om te evolueren om bacteriën te vormen die zouden blijven leven na de dood van de cel waaruit ze zouden komen. 
Béchamp noemde deze hypothetische kleine autonome elementen "microzymen". Levende organismen zouden in sommige gevallen zelf pathogene bacteriën en virussen produceren en de groei ervan bevorderen. 
Volgens Béchamp is de basiseenheid van al het organische leven het "microzym", met volgende eigenschappen:
- Microzymen zouden bestaan al in levende cellen
- Microzymen zouden een eigen metabolisme hebben.
- Microzymen zouden bepaalde stoffen kunnen fermenteren en transformeren.
- Microzymen zouden in staat zijn om vezelachtige, vliezige weefsels, enz. op te bouwen
- Microzymen zouden in staat zijn om ziektekiemen of schimmels (zoals de bacil van Koch) aan te maken

De theorie werd toendertijd slechts door een de minderheid onder de wetenschappers gesteund. Er waren pogingen, onder meer door Jules Tissot, om de theorie te bevestigen door middel van zeer nauwkeurige foto's van planten- en dierencellen. De vooruitgang in celbiologie leidde tot een betere kennis over de werking van een cel. De terreintheorie wordt vandaag als onjuist gezien. De belangrijkste huidige voorstanders van de theorieën van Béchamp zijn nu aanhangers van alternatieve geneeswijzen.